# Joanna Stempińska
Joanna Stempińska (ur. 25 marca 1959 w Koszalinie) – polska historyczka sztuki, tłumaczka i dyplomatka, od 2005 do 2009 pełniła funkcję Ambasadora RP w Budapeszcie.

## Życiorys
W 1978 wyjechała na roczny kurs języka węgierskiego w Międzynarodowym Instytucie Językowym w Budapeszcie. W latach 1979–1984 studiowała technologię żywności ze specjalnością w zakresie winiarstwa na Uniwersytecie Ogrodniczym w Budapeszcie, zaś od 1982 do 1987 odbyła studia w dziedzinie historii sztuki na tamtejszym Uniwersytecie im. Loránda Eötvösa.
W drugiej połowie lat 80. pracowała jako tłumaczka w biurach polskich przedsiębiorstw handlu zagranicznego, a na początku lat 90. jako tłumaczka-konsultantka węgierskich i niemieckich przedsiębiorstw. W 1991 podjęła pracę w polskiej Służbie Dyplomatyczno-Konsularnej. Po odbyciu praktyki w Ambasadzie RP w Londynie była przez cztery lata radcą w Departamencie Instytucji Europejskich Ministerstwie Spraw Zagranicznych. W tym czasie odbyła międzynarodowy kurs w zakresie polityki bezpieczeństwa i kontroli zbrojeń w Instytucie Spraw Międzynarodowych na Uniwersytecie w Genewie.
Od 1996 była I sekretarz, a od 1998 do 2001 radcą w Stałym Przedstawicielstwie RP przy NATO i UZE w Brukseli. Jednocześnie w latach 2000–2001 pełniła funkcję koordynatorki ds. Wspólnej Europejskiej Polityki Bezpieczeństwa i Obrony w polskiej misji przy Wspólnotach Europejskich w Brukseli. Po powrocie do kraju pracowała w Departamencie Europy MSZ, a od 2002 była wicedyrektorką Departamentu Polityki Bezpieczeństwa.
12 grudnia 2005 objęła stanowisko ambasador nadzwyczajnej i pełnomocnej RP na Węgrzech. Odwołana została 18 czerwca 2010 z dniem 30 listopada 2009.
19 marca 2009 została odznaczona Krzyżem Komandorskim z Gwiazdą Orderu Zasługi Republiki Węgierskiej.